# Chiesa di San Gavino (Tempio Pausania)

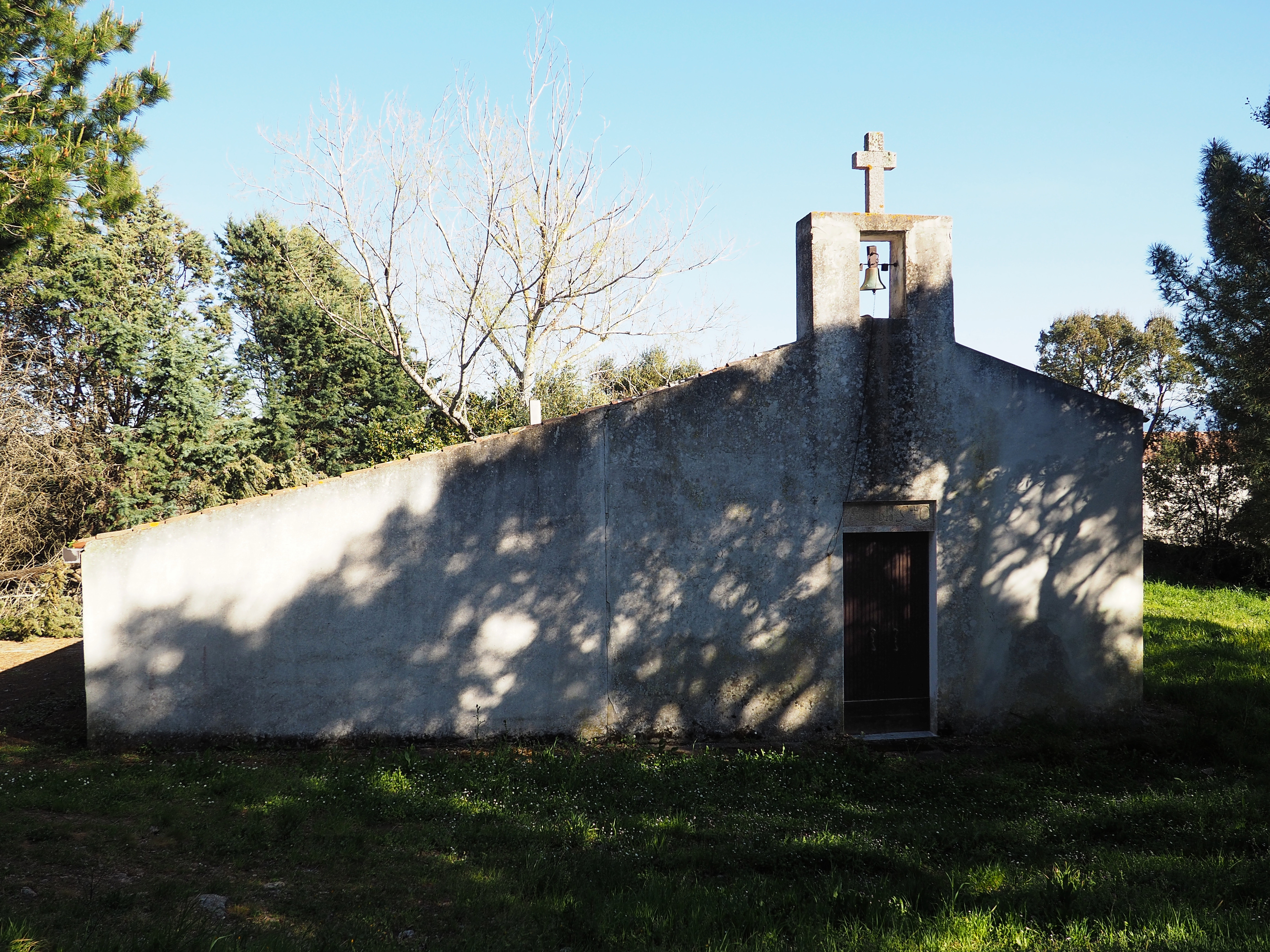
Chiesa di San Gavino

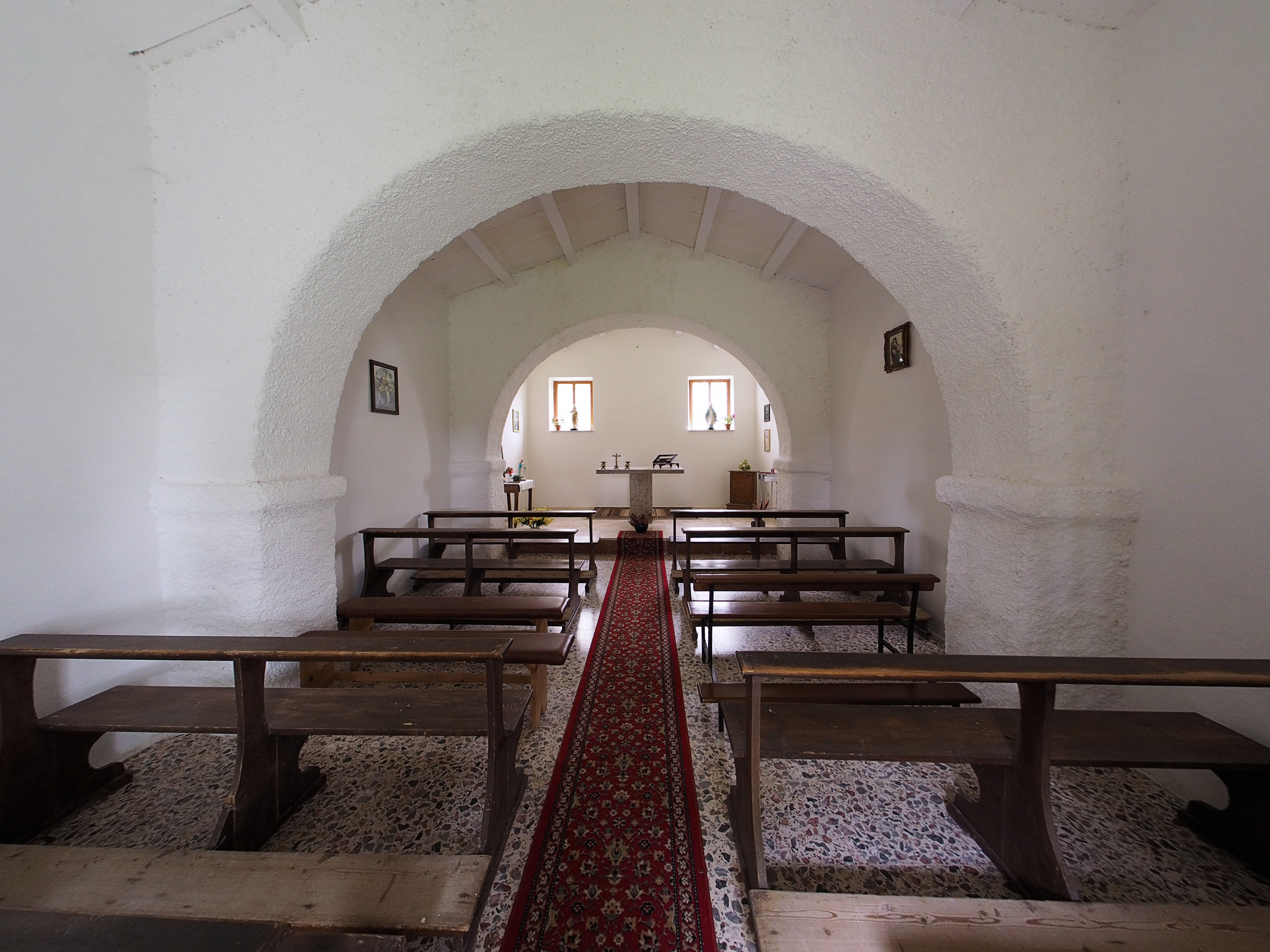
Interno della Chiesa

La chiesa di San Gavino è una chiesa campestre situata in località Scupetu, in territorio di Tempio Pausania, nella Sardegna nord-orientale. È consacrata al culto cattolico ed è di proprietà privata. Tuttavia viene concesso l'accesso a tutti coloro che vogliono visitarla e rivolgere preghiere a San Gavino.
La chiesa risulta molto antica e l'anno impresso sull'architrave del portone, il 1618, dovrebbe riferirsi non alla sua edificazione ma ad un restauro.